# Cyclo-undecaan
Cyclo-undecaan is een cyclische organische verbinding met als brutoformule C11H22. De stof is door hydrofobe eigenschappen onoplosbaar in water. Het is wel goed oplosbaar in de meeste organische oplosmiddelen, zoals benzeen, di-ethylether, ethanol, aceton en tolueen. Cyclo-undecaan behoort tot de paraffines.
Cyclopropaan · Cyclobutaan · Cyclopentaan · Cyclohexaan · Cycloheptaan · Cyclo-octaan · Cyclononaan · Cyclodecaan · Cyclo-undecaan · Cyclododecaan